# Christian Freigang
Christian Freigang (* 10. Oktober 1959 in München) ist ein deutscher Kunsthistoriker und Hochschullehrer.

## Ausbildung und Wirken
Christian Freigang studierte Kunstgeschichte, Klassische Archäologie, Geschichtliche Hilfswissenschaften und Bibliothekswissenschaften an den Universitäten München und Bonn sowie an der Freien Universität Berlin, wo er 1990 mit einer Dissertation über die nordfranzösische Rayonnantgotik promoviert wurde.
Von 1987 bis 1991 war er Assistant bzw. Suppléant maître assistant für ältere Architekturgeschichte an der Ecole d’architecture der Universität Genf. Ab 1991 arbeitete Freigang als Wissenschaftlicher Assistent und 1999–2003 als Oberassistent am Kunstgeschichtlichen Seminar der Universität Göttingen, 1995–1997 beurlaubt für einen Forschungsaufenthalt in Paris. Mit einem Habilitationsstipendien der DFG und des Deutschen Historischen Instituts Paris habilitierte er sich 1999 mit einer architekturtheoretischen Arbeit über Auguste Perret. 2003 trat er eine Professor für Kunst- und Architekturgeschichte am Kunstgeschichtlichen Institut der Universität Frankfurt an. 2012 wechselte Freigang als Professor für Kunst- und Architekturgeschichte an das Kunsthistorische Institut der Freien Universität Berlin.
2013 hatte er eine Gastdozentur an der Schota-Rustaweli-Universität in Tbilissi (Georgien); er war 2019/20 Richard-Krautheimer-Gastprofessor an der Bibliotheca Hertziana in Rom. Zum 65. Geburtstag von Freigang 2024 veranstaltete das kunsthistorische Institut der FU Berlin ein Fest, bei dem eine von fachlichen Weggefährten zusammengestellte Festschrift überreicht wurde.
Christian Freigangs wissenschaftliche Schwerpunkte sind die Architekturgeschichte des Mittelalters und des 19. bis 20. Jahrhunderts, vor allem in Deutschland und in Frankreich, sowie Architekturtheorie.

## Veröffentlichungen  (Auswahl)
- Imitare ecclesias nobiles. Die Kathedralen von Narbonne, Toulouse und Rodez und die nordfranzösische Rayonnantgotik im Languedoc. Wernersche Verlagsgesellschaft, Worms 1992.
- Provence, Côte d’Azur. Architektur, Kunst, Landschaft. Köln 1999 (Neuauflage 2005).
- Auguste Perret, die Architekturdebatte und die „konservative Revolution“ in Frankreich, 1900–1930. Deutscher Kunstverlag, Berlin und München 2003, ISBN 3-422-06347-1. (Zugleich Habilitationsschrift an der Universität Göttingen, 1999)
- Architektur und Städtebau von der Mitte des 17. Jahrhunderts bis 1866. In: Ernst Böhme, Rudolf Vierhaus (Hrsg.): Göttingen, Geschichte einer Universitätsstadt. Band 2: Vom Dreißigjährigen Krieg bis zum Anschluss an Preußen – Der Wiederaufstieg als Universitätsstadt (1648–1866). Vandenhoeck & Ruprecht, Göttingen 2002, ISBN 3-525-36197-1, S. 765–812.
- Das Neue Göttingen. Stilbewußtsein und historische Reflexion in der Architektur um 1800. In: Klaus Grubmüller (Hrsg.): 1050 Jahre Göttingen: Streiflichter auf die Göttinger Stadtgeschichte. Wallstein Verlag, Göttingen 2004, ISBN 3-89244-785-3, S. 113–137. (archiv.ub.uni-heidelberg.de, Digitalisat, abgerufen am 26. Dezember 2022.)
- Architektonische Bemerkungen zur Göttinger Sternwarte. In: Klaus Beuermann (Hrsg.): Grundsätze über die Anlage neuer Sternwarten unter Beziehung auf die Sternwarte der Universität Göttingen von Georg Heinrich Borheck. Göttingen 2005, S. 21–26. (docplayer.org, Digitalisat, abgerufen am 26. Dezember 2022)
- mit Marianne Bergmann: Das Aula-Gebäude der Göttinger Universität. Deutscher Kunstverlag, München/Berlin 2006, ISBN 3-422-02004-7.
- Meisterwerke des Kirchenbaus. Reclam, Stuttgart 2009, ISBN 978-3-15-018599-5.
- Membran und Kuppel. Vortrag vom 6. August 2012 über den neuen unterirdischen Anbau des Städelmuseums. (schirn.de, Abschrift, abgerufen am 30. Juni 2021)
- Die Moderne. 1800 bis heute. Baukunst – Technik – Geschichte. (= WBG Architekturgeschichte. Bd. 3). 2. Auflage. WBG Academic, Darmstadt 2018, ISBN 978-3-534-23986-3.